# Янискоски (село)
Янискоски (финское «янис» — заяц, «коски» — порог) — упразднённый населённый пункт в Печенгском районе Мурманской области. Упразднён в 2011 году.

## География
Возникло на правом берегу реки Паз у одноимённого порога, вблизи границы с Норвегией, в 75 км к юго-западу от посёлка Никель. Село состояло из двух удалённых друг от друга на 1,5 км частей.

## Климат
По классификации климатов Кёппена селу соответствует Dfc. Зима длится бо́льшую часть года, лето короткое и прохладное. Максимум осадков приходится на летние месяцы, меньше всего же их зимой и весной. Среднегодовая температура — -0,5 °C.
| Показатель                    | Янв.  | Фев.  | Март  | Апр.  | Май   | Июнь | Июль | Авг. | Сен. | Окт.  | Нояб. | Дек.  | Год   |
| ----------------------------- | ----- | ----- | ----- | ----- | ----- | ---- | ---- | ---- | ---- | ----- | ----- | ----- | ----- |
| Абсолютный максимум, °C       | 5,8   | 6,7   | 9,8   | 18,2  | 29,6  | 31,9 | 34,9 | 30,6 | 23,4 | 14,2  | 9,1   | 6,3   | 34,9  |
| Средний суточный максимум, °C | −7,8  | −7,2  | −2    | 3,4   | 9,1   | 15,2 | 19   | 16,3 | 10,8 | 3,2   | −2,7  | −5,4  | 4,3   |
| Средняя температура, °C       | −12,5 | −12   | −7,3  | −1,3  | 4,7   | 10,3 | 13,9 | 11,6 | 6,9  | 0,6   | −6    | −9,4  | −0,5  |
| Средний суточный минимум, °C  | −18,2 | −17,9 | −13,8 | −6,8  | 0,2   | 5,7  | 8,9  | 6,8  | 2,8  | −2,5  | −10,2 | −14,4 | −5    |
| Абсолютный минимум, °C        | −46,1 | −45,5 | −38,5 | −29,9 | −19,3 | −3,5 | −1,5 | −5,1 | −9,8 | −23,7 | −35,5 | −42,8 | −46,1 |
| Норма осадков, мм             | 31    | 25    | 26    | 37    | 50    | 63   | 72   | 64   | 45   | 48    | 32    | 31    | 524   |
| Источник:                     |       |       |       |       |       |      |      |      |      |       |       |       |       |

## История
В годы Второй мировой войны немeцко-фашистские войска организовали на этой территории два лагеря советских военнопленных и один для остарбайтеров-поляков.
Сектор Янискоски — Нискакоски площадью 176 км² был выкуплен СССР у Финляндии и присоединён к Мурманской области РСФСР 3 февраля 1947 года. Населённый пункт возник середине 1950‑х гг. в связи со строительством одноимённой ГЭС.
В 1960—1990 гг. большинство жителей посёлка были рабочими лесоучастка Верхнетуломского леспромхоза. Законом Мурманской области № 283-01-ЗМО от 4 июля 2001 года населённый пункт был упразднён в связи с отсутствием проживающего населения.

## Транспорт
Просёлочная дорога соединяет Янискоски с крупной автодорогой P-16.

## Достопримечательности
- Обелиск на братской могиле советских воинов.
- Комплекс памятников посвященных русским военнопленным, погибшим в этих местах в годы Великой Отечественной войны.

Памятный крест поставили ещё в 1950 году. Обновлен памятник в 2000 году, когда в окрестностях посёлка Е. В. Сметанниковым, было вновь обнаружено небольшое захоронение, обозначенное старым деревянным крестом и надписью «На этом кладбище похоронено 13 русских военнопленных».